# Freescale S08
A 9S08 (vagy 68HCS08, S08) egy 8 bites CISC típusú mikrovezérlő (µC) család, amelyet eredetileg a Motorola, majd később a Freescale Semiconductor gyártott, és gyárt jelenleg is. Ez a vezérlő a Motorola 6800 mikroprocesszorból származik. A 9S08-as eszközök nagyobb teljesítményűek és olcsóbbak a kiöregedő 68HC05 vezérlőknél és gyakorlatilag minden fajta beágyazott rendszerben megtalálhatóak. A család nagyobb kiépítésű tagjai akár 128 KiB lapozható flashmemóriát és 8 KiB RAM-ot is tartalmazhatnak. Az alkalmazott lapozási technika elméletileg max. 4 MiB flashmemória használatát teszi lehetővé.
A 9S08 utasításkészlete felfelé kompatibilis a Motorola 6800-aséval, ebben az utasításkészlet veremben indexelt címzési módokkal lett kibővítve. Az SP regisztert ill. az új címzési módot használó utasításokat egy 0x9E prefix különbözteti meg. Egyetlen 8 bites akkumulátora van, az A, emellett egy 8 bites indexregisztere, az X, amely 16 bites indexregiszterként is működhet, ekkor a jele HX (azaz a kétbájtos HX regiszter alsó bájtja külön is elérhető, és ez a része a 8 bites X regiszter), egy feltételkód- v. állapotregisztere, egy 16 bites veremmutatója és egy programszámlálója.
A 6805-össel fenntartott kompatibilitás érdekében, amely processzornak nincs H regisztere, a HX regiszter felső bájtja, a H regiszter nullázódik a reset ciklus ideje alatt, és a H nem is kerül automatikusan a verembe a megszakításkiszolgáló rutinokba (ISR) való belépéskor. A processzor egyes utasításai a H és X regisztereket egy összekapcsolt 16 bites HX regiszterként kezelik. A 6805-östől eltérően, a verem akárhol elhelyezhető a memóriában, amire külön utasítások szolgálnak.
A 9S08-as család processzorainak programozása és a hibakeresés szokásos módon a szabványos 6 csatlakozós BDM interfészen keresztül végezhető – ennél a mikrovezérlővel való kommunikáció csak egy érintkezőn keresztül történik.
Perifériák széles választéka áll rendelkezésre a különböző modellek és csomagok számára. SCI, SPI, 10 bites vagy 12 bites A/D, (C)PWM, bemenetelkapó egységek rendes tartozékai a legtöbb eszköznek, de külső sín nem áll rendelkezésre.

## Fordítás
Ez a szócikk részben vagy egészben  a   Freescale S08 című angol Wikipédia-szócikk ezen változatának fordításán alapul.  Az eredeti cikk szerkesztőit annak laptörténete sorolja fel. Ez a jelzés csupán a megfogalmazás eredetét és a szerzői jogokat jelzi, nem szolgál a cikkben szereplő információk forrásmegjelöléseként.